# Tahsin Ertuğruloğlu

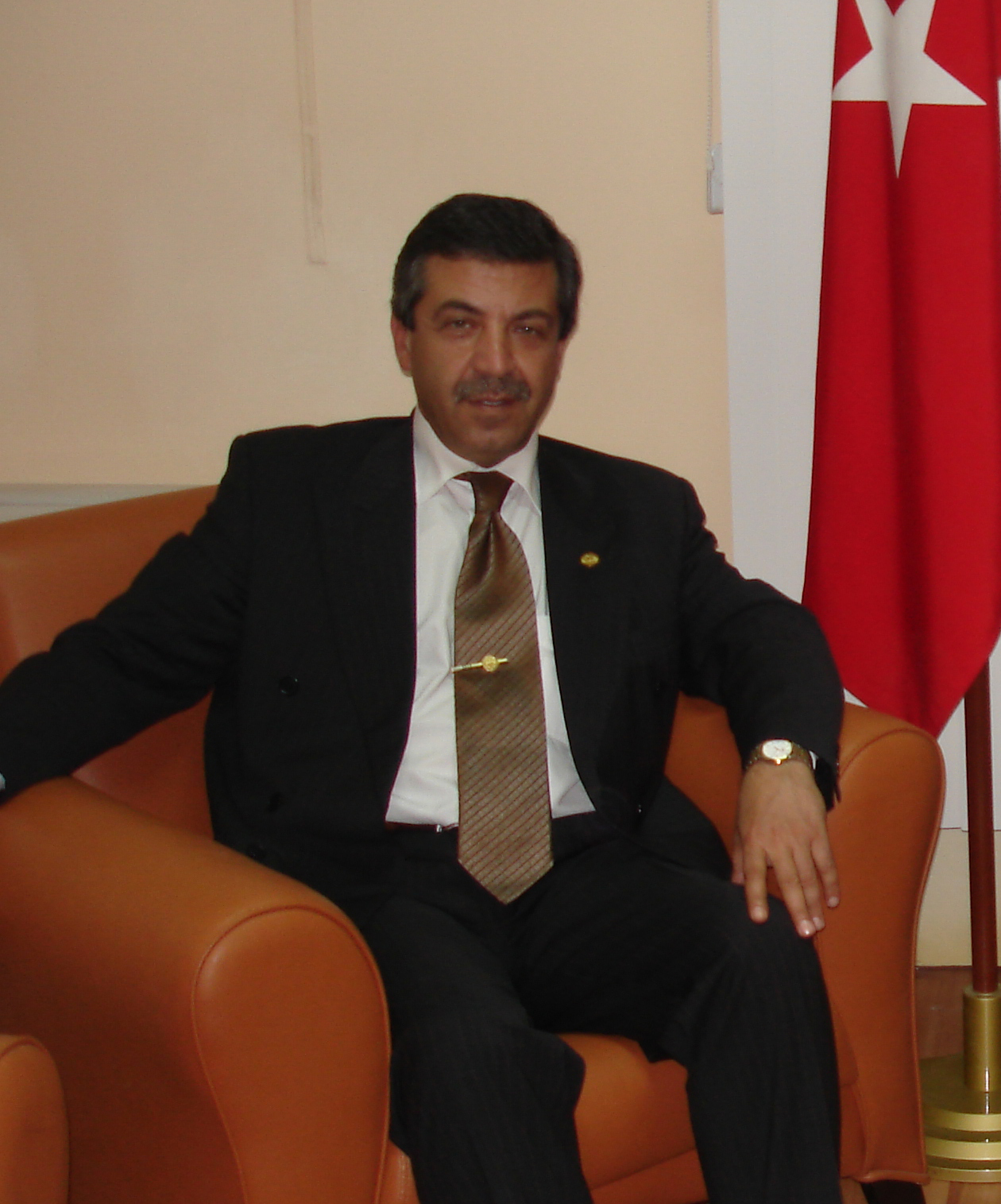
Tahsin Ertuğruloğlu

Tahsin Ertuğruloğlu (* 17. August 1953 in Nikosia) ist ein türkisch-zyprischer Politiker. Er ist Außenminister der Türkischen Republik Nordzypern.

## Leben
Nach dem Studium der Politikwissenschaften, das ihn bis 1981 u. a. auch in die USA führte, trat Ertuğruloğlu in den Dienst des türkischzypriotischen Außenministeriums. Zwischen 1986 und 1991 war er als Repräsentant seines international nicht anerkannten Landes in London tätig. Ertuğruloğlu war Mitglied der Nationalen Einheitspartei (UBP). Für diese Partei saß er ab 1998 im Parlament der Türkischen Republik Nordzypern. Zuvor war er als Staatssekretär im Amt des Premierministers von Derviş Eroğlu tätig.
Zwischen 1998 und 2004 war Ertuğruloğlu als Außen- und Verteidigungsminister tätig. Nachdem er im Februar 2006 erfolglos gegen Generalsekretär Hüseyin Özgürgün antrat, um UBP-Parteichef zu werden, wurde er im Dezember 2006 doch zum Vorsitzenden seiner Partei gewählt. Am 29. November 2008 verlor er auf dem Parteitag der UBP jedoch gegen seinen Vorgänger und ehemaligen zyperntürkischen Ministerpräsident, Derviş Eroğlu. Am 12. März 2010 gab Ertugruloglu bekannt, neben UBP-Chef Eroglu für das Amt des türkischzyprischen Staatspräsidenten zu kandidieren. Nach Einreichen der Kandidatur wurde Ertugruloglu aus der UBP ausgeschlossen. Er war bis 2011 unabhängiges Mitglied der türkischzyprischen Nationalversammlung. Im Juli 2011 gründete Ertuğruloğlu die Partei für Demokratie und Vertrauen (Demokrasi ve Güven Partisi; DGP), deren Vorsitzender er wurde. Er war einziger Abgeordneter der DGP im zyperntürkischen Parlament.
Ende Dezember 2012 löste Tahsin Ertuğruloğlu nach einem Beschluss der Gremien die DGP wieder auf und schloss sich erneut der Nationalen Einheitspartei UBP an. Bei den Parlamentswahlen am 28. Juli 2013 wurde er erneut zum Abgeordneten gewählt. Im Kabinett Kalyoncu vom 15. Juli 2015 war er Minister für Kommunikation und Infrastruktur. Im Kabinett Özgürgün wurde er Außenminister der Türkischen Republik Nordzypern. Bei den Parlamentswahlen am 7. Januar 2018 verlor Ertuğruloğlu seinen Sitz im Parlament und schied auch aus der Regierung aus. Im Dezember 2020 wurde er erneut zum Außenminister ernannt. Am 22. Februar 2022 endete seine Amtszeit mit der Übernahme der Amtsgeschäfte durch eine neue Regierung vorerst; allerdings wurde er nur zwei Wochen später im Rahmen einer Kabinettsumbildung erneut zum Außenminister berufen.
Ertuğruloğlu ist verheiratet und hat zwei Töchter.